# Vorderer Brochkogel
Der Vordere Brochkogel ist ein 3565 m ü. A. hoher Berg im Weißkamm in den Ötztaler Alpen. Er liegt im österreichischen Bundesland Tirol und ist der sechsthöchste Gipfel der Ötztaler Alpen. 1851 wurde er im Rahmen der militärischen Landvermessung erstmals begangen. 1861 oder 1862 erfolgte dann die erste touristische Besteigung durch den Begründer des Deutschen Alpenvereins, dem Pfarrer Franz Senn mit dem Studenten Eduard Neurauter, Johann Kuprian und Johann Karlinger, die Benedict Klotz führte. Über das Jahr dieser Erstbesteigung des Vorderen Brochkogels gibt es unterschiedliche Angaben. Franz Senn schreibt für seine Begehung das Jahr 1861 in seinem Touristenkalender 1869, Theodor Petersen gibt in der Zeitschrift des Deutschen und Oesterreichischen Alpenvereins dagegen 1862 an.

## Lage und Umgebung
Der Vordere Brochkogel liegt etwa fünf Kilometer Luftlinie westlich von Vent, gut zwei Kilometer westlich oberhalb der Breslauer Hütte. Benachbarte Gipfel sind im Norden, getrennt durch das Vernagtjoch (3400 m), der Hintere Brochkogel mit 3635 m Höhe und im Nordosten die Wildspitze mit 3768 m Höhe. Nach Süden fällt der Vordere Brochkogel südöstlich ins Rofental ab und entsendet einen den Platteikogel (3426 m) tragenden und das Tal des Vernagtbaches nach Osten begrenzenden Seitenkamm, der ebenfalls zum Rofental herunterzieht.

## Stützpunkte und Besteigung

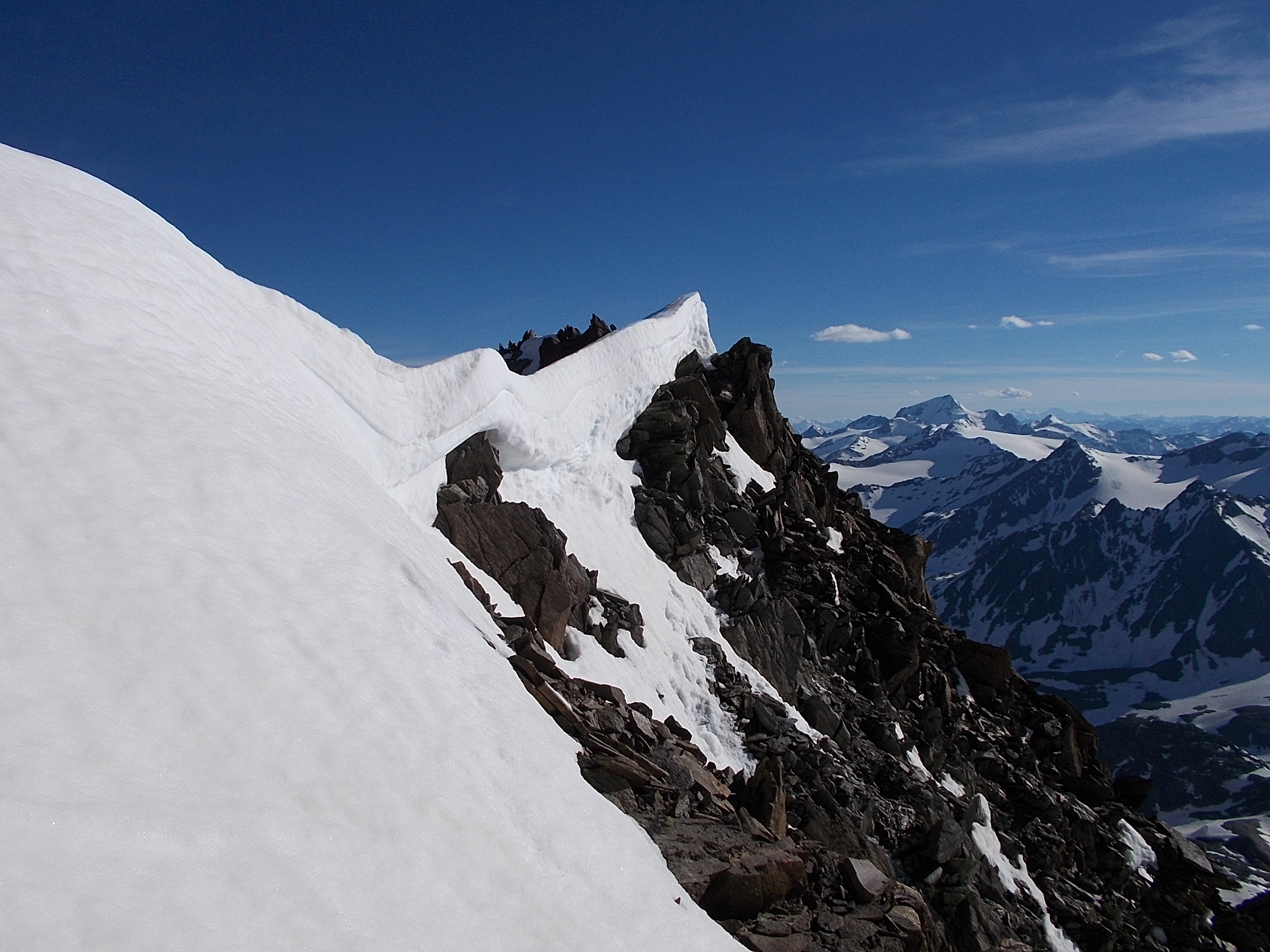
Der überwächtete Grat zwischen Vor- und Hauptgipfel mit der Weißkugel im Hintergrund

Der Normalweg, der leichteste Anstieg, auf den Gipfel führt über den Südgrat von der Breslauer Hütte, auf 2844 Metern Höhe gelegen, aus. Die Route verläuft zunächst von der Hütte aus in westlicher Richtung über den markierten Weg Nr. 919 (Seuffertweg) zum Platteibach. Dann geht es weiter nördlich am Ostufer entlang über Schutt bis zum ausgesetzten Gipfelgrat in, laut Literatur, leichter Kletterei im Schwierigkeitsgrad UIAA I zum Gipfel. Der Weg ist ziemlich präzis mit Steinmännern bezeichnet, aber manchmal sind die Steinmänner in dem oberen Bereich kaum zu erkennen. Zuerst erreicht man den Vorgipfel (etwa 3550 m), der Hauptgipfel ist etwa 120 m entfernt, der Weg führt über den schmalen und ausgesetzten Gipfelgrat. Die Gehzeit beträgt, laut Literatur, etwa 2½ Stunden. Auch von der Vernagthütte (2766 m) ist der Aufstieg, dem Seuffertweg zunächst in östlicher Richtung folgend, in drei Stunden zu begehen.

## Aussicht
Der Berg bietet aufgrund seiner Höhe eine weite Aussicht, die nur im Nordosten durch die beiden sehr nahen, höheren Berge Hinterer Brochkogel und Wildspitze (zwischen beiden schaut unter anderem die Zugspitze hervor) behindert ist. Nach Osten schaut man zum Großvenediger, zur Rieserfernergruppe, zu den Zillertaler Alpen und bis zum 141 km entferntem Hochschober. Im Südosten stehen die Dolomiten, im Süden die Presanella und im Südwesten die Berge der Ortler- und Berninagruppe. Im Westen kann der Blick bis zum 223 km entferntem Aletschhorn und vielen weiteren Gipfeln der Berner Alpen reichen. Rechts von diesen kann man den Tödi und viele weitere Gipfel der Glarner Alpen, die Silvretta, den Rätikon, das Verwall, das Lechquellengebirge, und die Lechtaler Alpen erblicken.

## Bilder

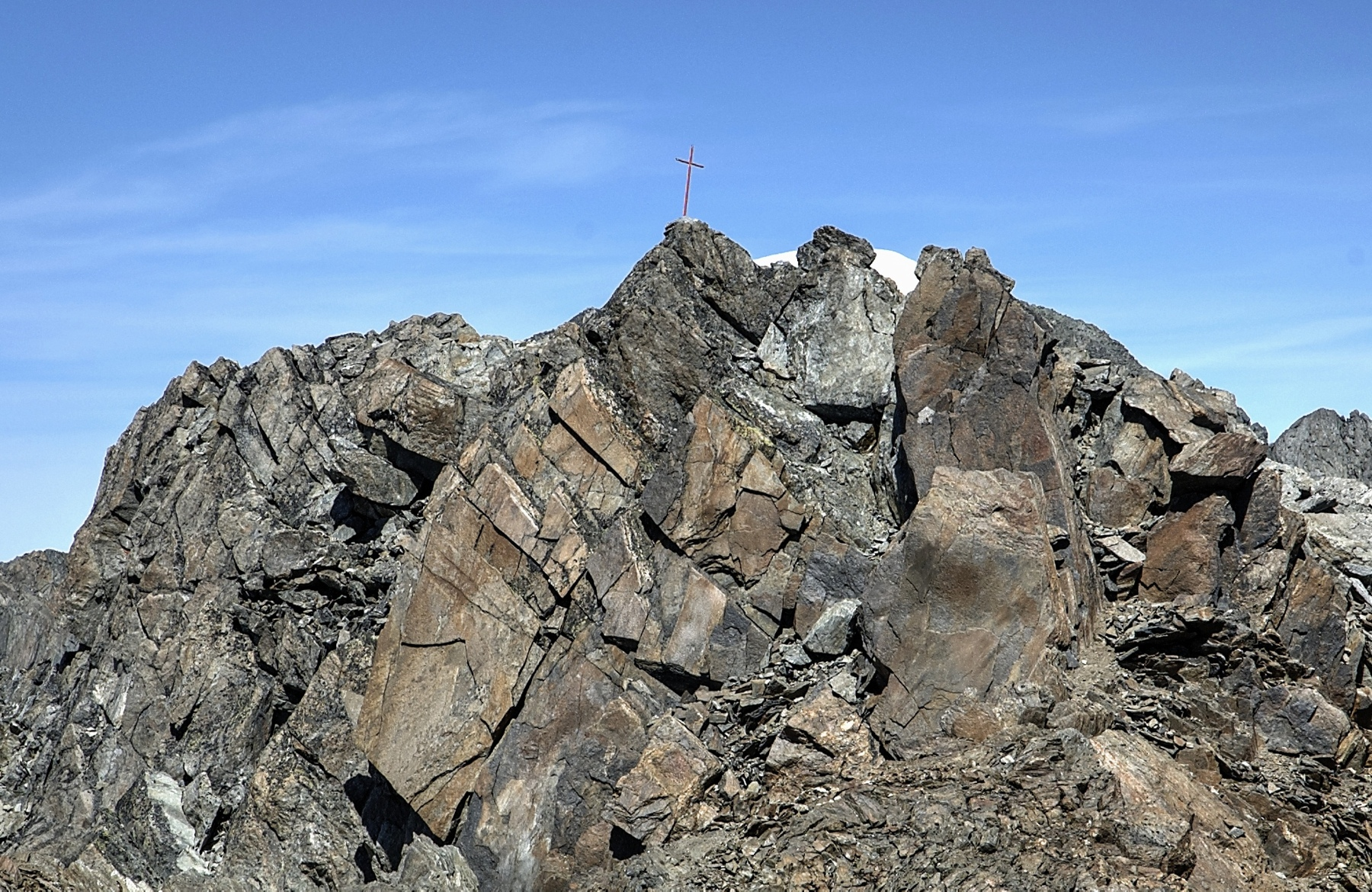
Gipfel
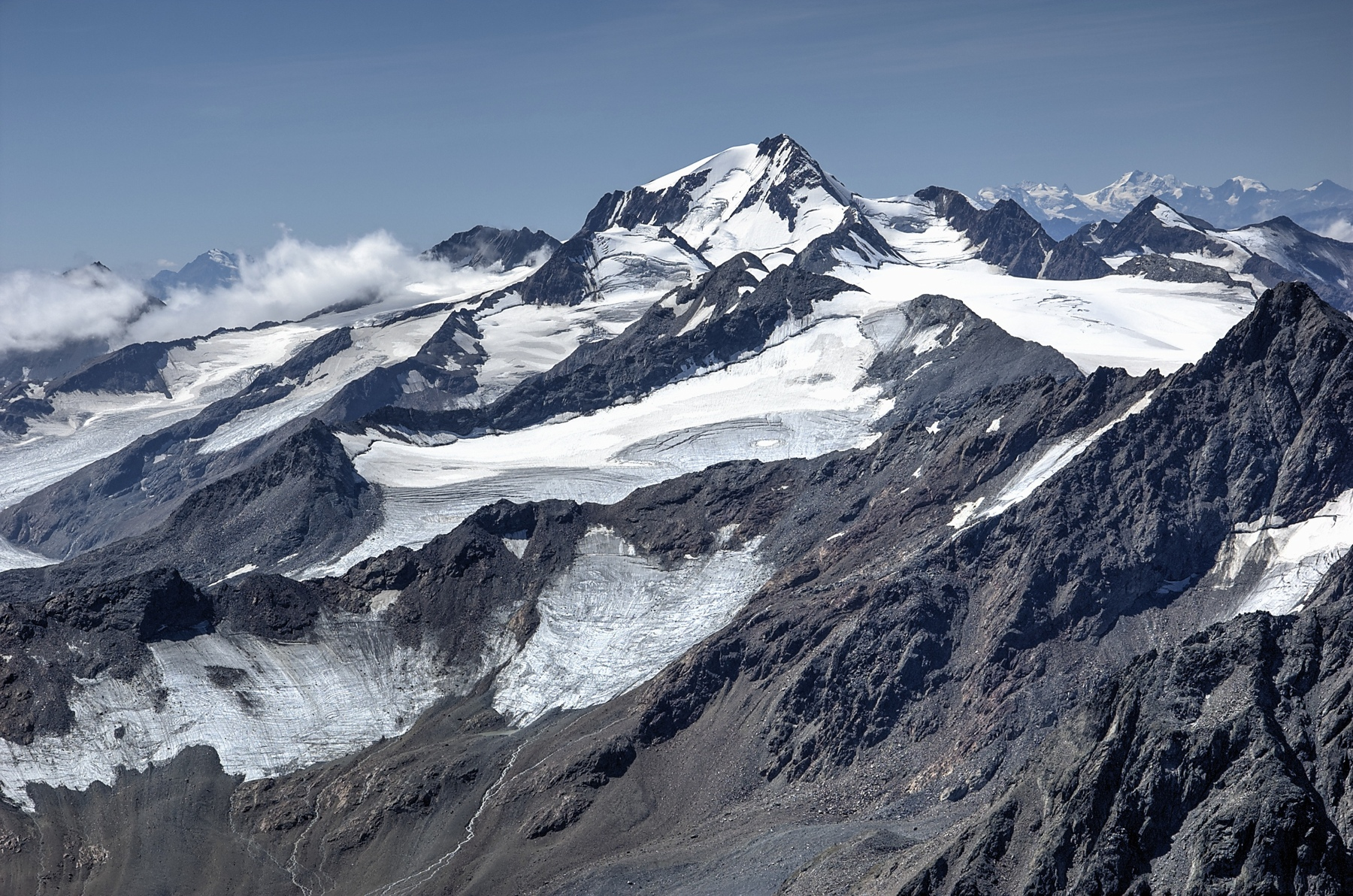
Aussicht vom Gipfel zur Weißkugel und zur Bernina rechts dahinter
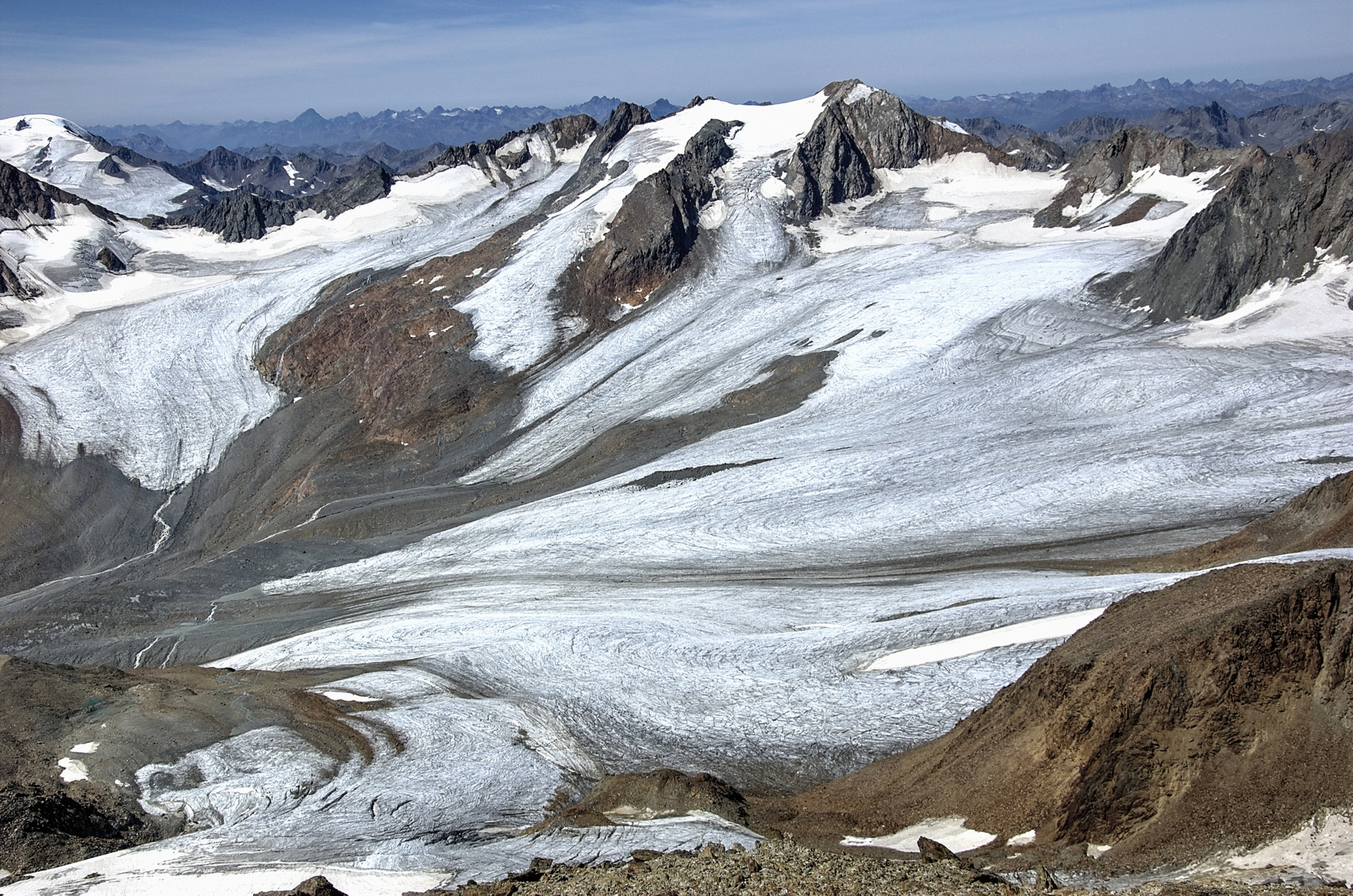
Blick in Richtung Vernagtferner mit der Hochvernagtspitze
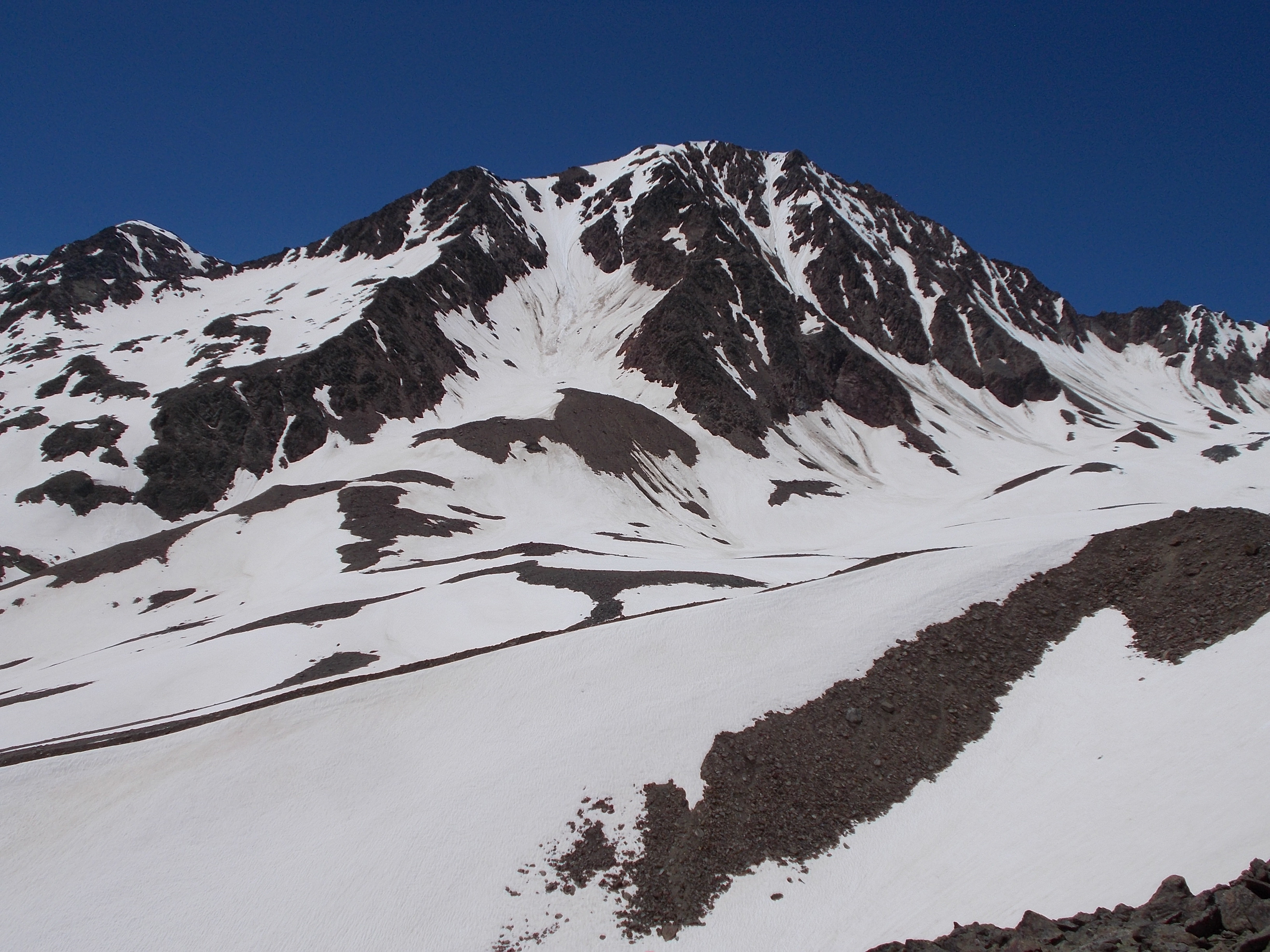
Platteikogel (links im Hintergrund) und Vorderer Brochkogel aus dem Mitterkar gesehen
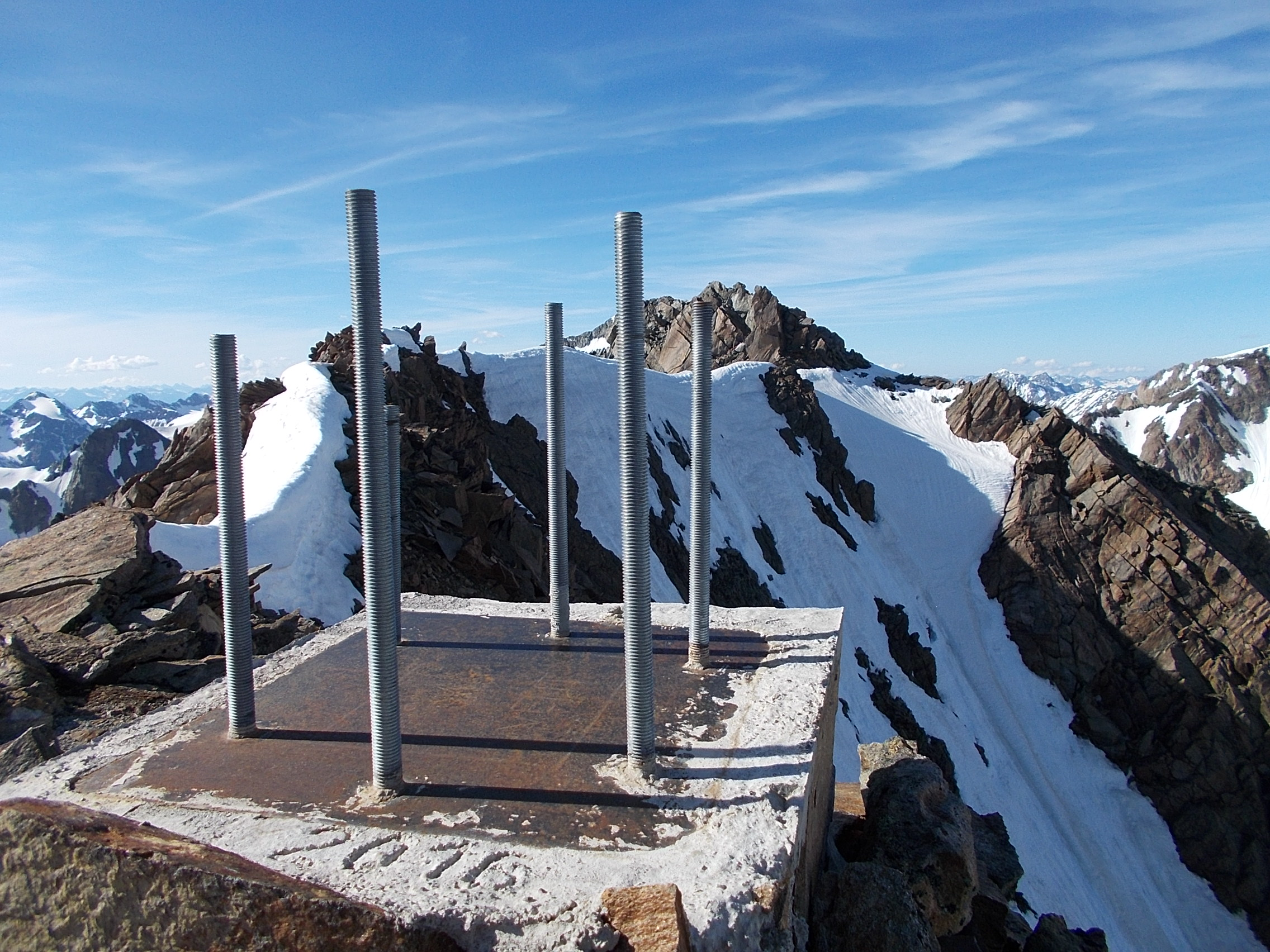
Fundament auf dem Vorgipfel